# Quebrada La Negra
Quebrada La Negra är ett periodiskt vattendrag i Chile.   Det ligger i regionen Región de Antofagasta, i den norra delen av landet, 1 100 km norr om huvudstaden Santiago de Chile.
Omgivningen kring Quebrada La Negra är ofruktbar med liten eller ingen växtlighet. Området är glesbefolkat, med 12 invånare per kvadratkilometer.